# Copa de les Ciutats en Fires 1963-64
La Copa de les Ciutats en Fires 1963-64 fou la sisena edició de la Copa de les Ciutats en Fires, que es disputà la temporada 1963-64. La competició fou guanyada pel Saragossa en una final a partit únic disputat al Camp Nou de Barcelona contra el València CF, que arribava a la seua tercera final consecutiva. Només participà una selecció de ciutat, la de Copenhaguen.
A causa d'un arbitratge escandalosament parcial contra el València patit a la final, el club merengot va negar-se a assistir a la recepció oficial de la FIFA, quedant el trofeu de subcampió sense replegar.

## Primera Ronda
| Equip 1             | Global | Equip 2               | Anada | Tornada |
| ------------------- | ------ | --------------------- | ----- | ------- |
| Stævnet             | 4–9    | Arsenal               | 1–7   | 3–2     |
| Aris Bonnevoie      | 0–2    | RFC Liegeois          | 0–2   | 0–0     |
| Glentoran           | 1–7    | Partick Thistle       | 1–4   | 0–3     |
| Spartak Brno        | 7–1    | Servette              | 5–0   | 2–1     |
| Lausanne-Sport      | 4–4    | Hearts                | 2–2   | 2–2     |
| Iraklis             | 1–9    | Real Zaragoza         | 0–3   | 1–6     |
| Juventus            | 3–3    | OFK Beograd           | 2–1   | 1–2     |
| Atlético Madrid     | 2–1    | Porto                 | 2–1   | 0–0     |
| Rapid Wien          | 4–2    | RC Paris              | 1–0   | 3–2     |
| Shamrock Rovers     | 2–3    | València              | 0–1   | 2–2     |
| SC Leipzig          | 2–3    | Újpest                | 0–0   | 2–3     |
| Steagul Roșu Brașov | 2–5    | PFC Lokomotiv Plovdiv | 1–3   | 1–2     |
| Hertha BSC          | 1–5    | Roma                  | 1–3   | 0–2     |
| Tresnjevka Zagreb   | 1–4    | Belenenses            | 0–2   | 1–2     |
| Köln                | 4–2    | Gent                  | 3–1   | 1–1     |
| DOS Utrecht         | 2–8    | Sheffield Wednesday   | 1–4   | 1–4     |

1. ↑  El Lausanne-Sport avançà a la següent ronda després de vèncer el partit de desempat per 3–2 després d'una pròrroga.
2. ↑  La Juventus avançà a la següent ronda després de vèncer el partit de desempat per 1–0.

## Segona Ronda
| Equip 1         | Global | Equip 2             | Anada | Tornada |
| --------------- | ------ | ------------------- | ----- | ------- |
| Arsenal         | 2–4    | RFC Liegeois        | 1–1   | 1–3     |
| Partick Thistle | 3–6    | Spartak Brno        | 3–2   | 0–4     |
| Lausanne-Sport  | 1–5    | Real Zaragoza       | 1–2   | 0–3     |
| Juventus        | 3–1    | Atlético Madrid     | 1–0   | 2–1     |
| Rapid Wien      | 2–3    | València            | 0–0   | 2–3     |
| Újpest          | 3–1    | Lokomotiv Plovdiv   | 0–0   | 3–1     |
| Roma            | 3–1    | Belenenses          | 2–1   | 1–0     |
| Köln            | 5–3    | Sheffield Wednesday | 3–2   | 2–1     |

## Quarts de final
| Equip 1       | Global | Equip 2      | Anada | Tornada |
| ------------- | ------ | ------------ | ----- | ------- |
| RFC Liegeois  | 2–2    | Spartak Brno | 2–0   | 0–2     |
| Real Zaragoza | 3–2    | Juventus     | 3–2   | 0–0     |
| València      | 6–5    | Újpest       | 5–2   | 1–3     |
| Roma          | 3–5    | Köln         | 3–1   | 0–4     |

1. ↑  El RFC Liegeois avançà a la següent ronda després de vèncer el partit de desempat per 1–0.

## Semifinals
| Equip 1      | Global | Equip 2       | Anada | Tornada |
| ------------ | ------ | ------------- | ----- | ------- |
| RFC Liegeois | 2–2    | Real Zaragoza | 1–0   | 1–2     |
| València     | 4–3    | Köln          | 4–1   | 0–2     |

1. ↑  El Real Zaragoza avançà a la següent ronda després de vèncer el partit de desempat per 2–0.

## Final
| Real Zaragoza             | 2–1 | València CF |
| ------------------------- | --- | ----------- |
| Villa 40' · Marcelino 83' |     | Urtiaga 42' |

| Campió de la Copa de les Ciutats en Fires 1963-64 |
| ------------------------------------------------- |
| Real Zaragoza Primer títol                        |